# Pere Riba
Pere Riba (Barcelona, 7 de Abril de 1988) é um tenista profissional catalão. 
Se tornou top100 mundial pela primeira vez em 2010, após sucessivas boas campanhas em Challengers.
Encerrou o ano de 2011 como o número 89 do mundo.

## Honras
- 2008 Challenger de Sevilha, Espanha
- 2009 Challenger de Sevilha, Espanha
- 2010 Challenger de Barletta, Espanha

## Ligações Externas
- Perfil na ATP